# Climat de l'Islande
Pour un article plus général, voir Géographie de l'Islande.

Classification de Köppen des climats de l'Islande :
ET : toundra
Cfc : climat océanique froid

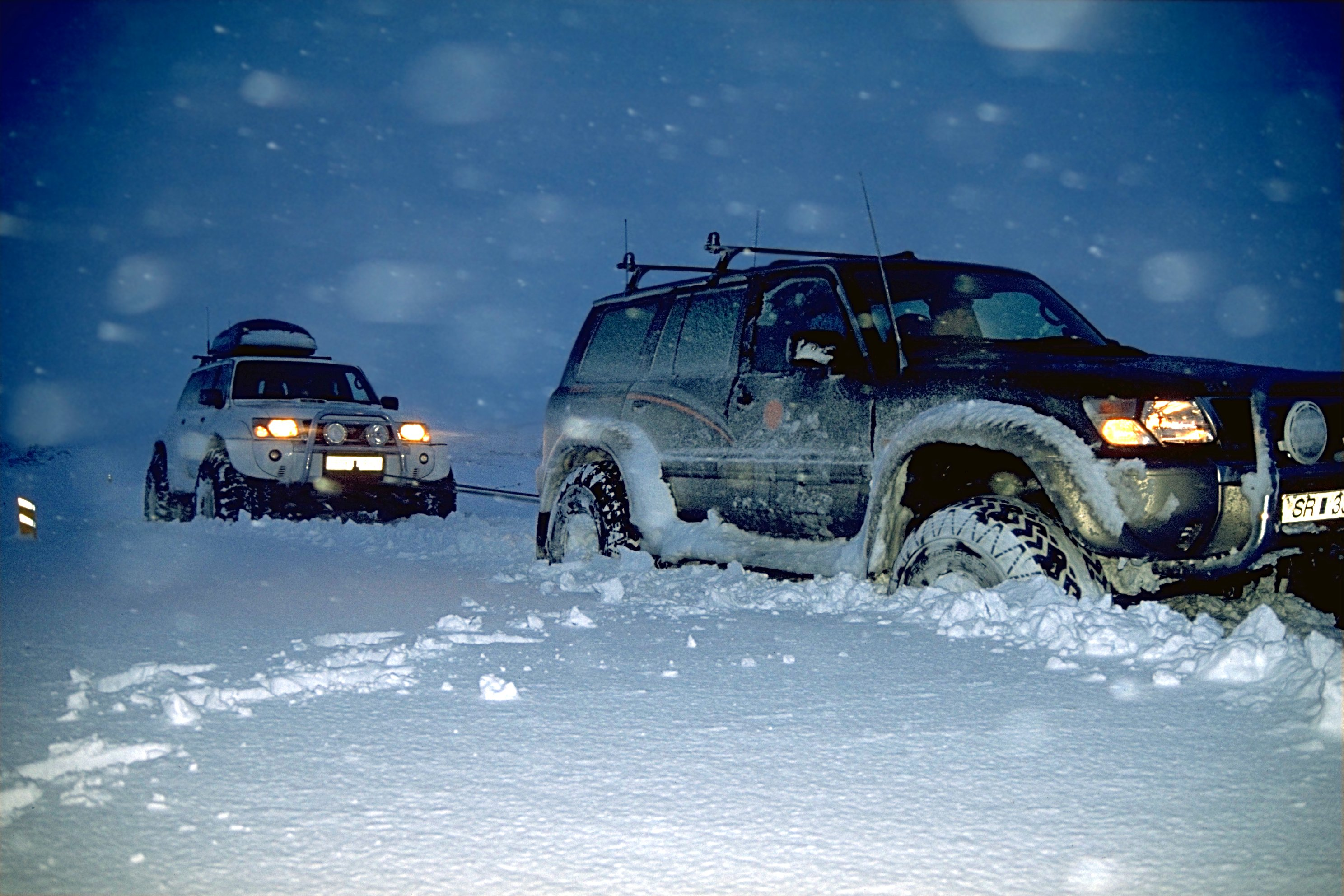
Conditions hivernales sur une route enneigée.

Le climat de l'Islande est un climat océanique froid (classification de Köppen : Cfc) près des côtes et de toundra (Dfc/ET) à l'intérieur dans les Hautes Terres d'Islande. L'île est située sur le  chemin du Gulf Stream, qui rend le climat de l'île plus  tempéré qu'on pourrait s'y attendre par sa latitude juste au sud du cercle arctique. Cet effet est amplifié par le  courant d'Irminger, qui aide aussi à adoucir le climat. Le climat en Islande est réputé très variable. Les aurores polaires sont souvent visibles les nuits d'hiver.

## Saisons

### Hiver
L'hiver islandais est relativement doux en dépit de la latitude. Les plaines du sud ont une température moyenne de 0 °C en hiver, tandis que les Hautes Terres sont plutôt autour de −10 °C. Les températures les plus basses de la partie nord de l'île vont d'environ −25 °C à −30 °C. La plus basse température enregistrée est −39,7 °C.

### Été
La température moyenne en juillet au sud de l'île est de 10 à 13 °C. Les belles journées estivales, la température peut atteindre les 20 à 25 °C. La plus haute température enregistrée était 30,5 °C dans les fjords de l'est en 1939. L'ensoleillement annuel moyen à Reykjavik est autour de 1300 h, ce qui est similaire aux villes écossaises et irlandaises.

## Vent et tempêtes
Les vents dominants sont des vents d'ouest. Les vents d'est sont très rares. De manière générale, la vitesse des vents a tendance à être supérieure dans les Hautes Terres, mais des caractéristiques topographiques peuvent amplifier les vents et causer de fortes rafales dans les plaines. La vitesse moyenne des vents en tempête est de 18 m/s. De puissantes tempêtes de sable peuvent être créées par de forts vents glaciaires. Ces tempêtes sont très fréquentes au début de l'été dans les régions arides au nord du glacier Vatnajökull.
Les orages sont extrêmement rares en Islande, avec moins de cinq par an au sud de l'île. Ils sont plus fréquents en fin d'été. Ils peuvent être causés par des masses d'air chaud venant du continent ou de fortes dépressions du sud-ouest en hiver. La foudre peut généralement être observée en connexion avec les nuages de cendres crachés par les volcans d'Islande.

## Pressions atmosphériques

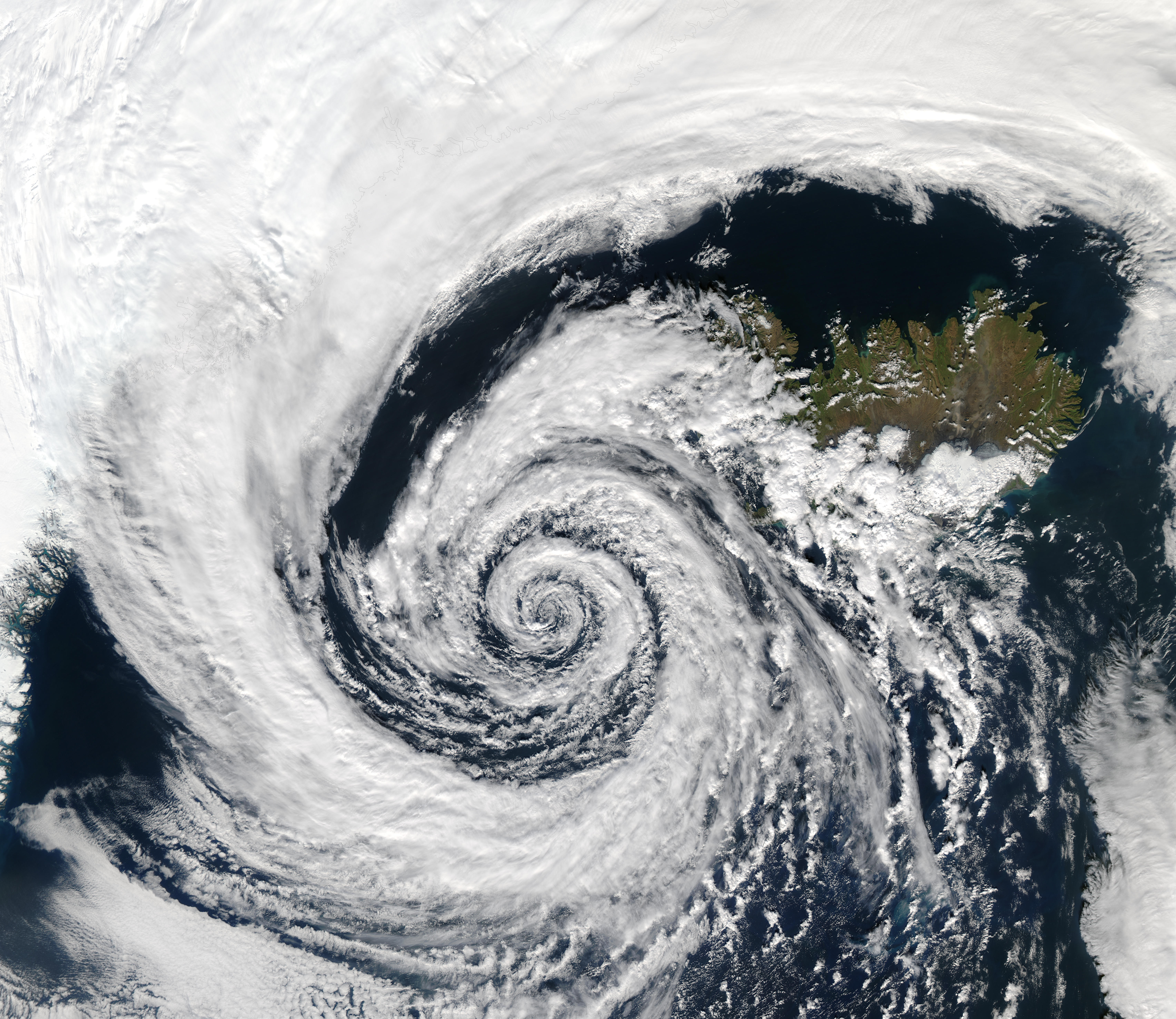
Image satellite d'une des dépressions d'Islande, ici centrée au sud-ouest de l'Islande, en septembre 2003.

Il y a une aire de basse pression persistante située entre l'Islande et le Groenland. Cette pression affecte la quantité d'air apportée à l'Arctique à l'est de cette zone et la quantité venant de l'Arctique à l'ouest de cette zone. Cette région fait partie d'un système de pression plus vaste connu sous le nom d'Oscillation nord-atlantique.